# Ptilimnium ahlesii
Ptilimnium ahlesii är en flockblommig växtart som beskrevs av Weakley och Guy L. Nesom. Ptilimnium ahlesii ingår i släktet Ptilimnium och familjen flockblommiga växter. Inga underarter finns listade i Catalogue of Life.